# Lithophyllum cystoseirae
Lithophyllum cystoseirae (Hauck) Heydrich, 1897 é o nome botânico de uma espécie de algas vermelhas pluricelulares do gênero Lithophyllum, família Corallinaceae.
- São algas marinhas encontradas na Europa, África e algumas ilhas do Atlântico.

## Sinonímia
- Melobesia cystoseirae Hauck
- Dermatolithon papillosum var. cystoseirae (Hauck) M.Lemoine
- Lithophyllum papillosum var. cystoseirae (Huack) M.Lemoine
- Tenarea tortuosa var. cystoseirae (Huack)
- Dermatolithon cystoseirae (Hauck) H.Huvé, 1962
- Dermatolithon cystoseirae var. saxicola H.Huvé, 1962
- Titanoderma cystoseirae (Hauck) Woelkerling, Y.M. Chamberlain & P.C. Silva, 1985